# Graisse
 (juillet 2019).
Si vous disposez d'ouvrages ou d'articles de référence ou si vous connaissez des sites web de qualité traitant du thème abordé ici, merci de compléter l'article en donnant les références utiles à sa vérifiabilité et en les liant à la section « Notes et références ».
Pour les articles homonymes, voir Graisse (homonymie).
Pour l’article ayant un titre homophone, voir Grèce.
Cet article possède un paronyme, voir Grace.
La graisse est un corps gras se présentant à l’état solide à température ordinaire. Le terme s’oppose aux huiles qui se présentent sous forme liquide. On distingue les graisses des cires, de composition similaire mais qui possèdent un point de fusion supérieur à 45 °C.[réf. nécessaire]
La saponification, la fabrication du savon, se fait souvent à partir de graisses.

## Propriétés

### Propriétés physico-chimiques
- Hydrophobie : la graisse, comme tous les corps gras, n'est pas hydrosoluble et ne se mélange pas avec l'eau (propriété appelée hydrophobie). C'est sur ce phénomène graissier de répulsion que le procédé d'imprimerie « offset » conventionnel est fondé, en créant une émulsion entre la solution de mouillage et l'encre grasse. Certaines substances partageant la propriété d'hydrophobie avec la graisse sont solubles dans cette dernière. Tel est le cas de certaines vitamines, de certains pesticides, de certains parfums de fleur, de certains métaux lourds et du tétrahydrocannabinol (THC), composé actif du cannabis.

- Colorant : Le Sudan est le colorant spécifique des graisses.

- Lubrifiant : La graisse est utilisée pour ses propriétés lubrifiantes permettant de réduire le frottement entre les pièces en mouvement[1].

- Isolant thermique : La graisse est un isolant thermique. Lorsqu'il s'est écrasé en avion au-dessus de la Crimée, l'artiste allemand Joseph Beuys passe pour avoir été secouru par des nomades qui l'ont recouvert de feutre et de graisse afin de le protéger du froid.

### Propriétés biologiques
La graisse d'origine biologique est un aliment. Son accumulation dans le corps forme un tissu adipeux.

## Dégraissage
Pour éliminer la graisse, on peut utiliser un médiateur, appelé détergent, dont font partie nombre de produits destinés à l'hygiène. C'est le cas avec le savon qui permet de se laver les mains des souillures grasses, de la lessive permettant d'éliminer les taches sur le linge ou du liquide vaisselle qui permet de nettoyer une casserole.